# Monastère de la Visitation Sainte-Marie
Le monastère de la Visitation Sainte-Marie est un couvent de visitandines établi à Moulins.

## Localisation
Le couvent était implanté 65 rue des Tanneries à Moulins.

## Histoire
L’histoire du monastère de la Visitation Sainte-Marie de Moulins s’écrit en trois étapes :
- fondé en 1616 par mère Jeanne-Charlotte de Bréchard et des religieuses venues d’Annecy c’est à cette époque le troisième monastère de l’Ordre. C’est dans ce monastère que meurt sainte Jeanne de Chantal, le 13 décembre 1641[1]. La construction de la chapelle date de 1646. Le couvent fonctionne jusqu’à la Révolution française, les religieuses se réfugiant alors à Nevers ;
- en 1876, Mgr de Dreux-Brézé, évêque du nouveau diocèse de Moulins, fait appel à huit visitandines du monastère de Paris pour refonder une nouvelle communauté. Le monastère tel qu'il est au XXIe siècle est construit en plusieurs étapes ;
- à partir de 1995, les communautés visitandines de Mâcon, Mayenne et Chartres se regroupent à Moulins[2].

## Architecture et description
- La chapelle Saint-Joseph, dite chapelle de la Visitation, est celle de l’ancien couvent des visitandines de Moulins.
- Le musée bourbonnais (4, place de l’Ancien Palais à Moulins) expose des souvenirs de l’abbaye et, en particulier, de sainte Jeanne de Chantal[1].

## Liste des abbesses
- La prieure fondatrice est Jeanne-Charlotte de Bréchard ;
- Marie-Angélique de Bigny ;
- En 2020, la prieure est Anne-Sophie Veyrier.